# Hell Creek Formation
Hell Creek Formation ("Helvetesbäckens formation") är en geologisk formation i nordvästra USA. Den sträcker sig genom delstaterna Montana, North Dakota, South Dakota och Wyoming. Den har fått sitt namn efter Hell Creek, nära Jordan i Garfield County i östra Montana. 
Hell Creek Formation är troligen mest känt för alla sina dinosauriefossil från slutet av kritaperioden. Bland dessa har det även påträffats fossil från andra kräldjur, samt små däggdjur. Även många fossil efter theropoden Tyrannosaurus rex har påträffats i Hell Creek Formation.

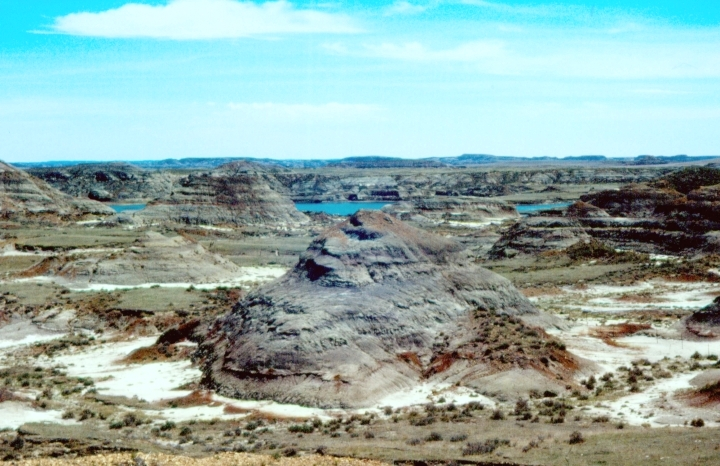
Del av Hell Creek Formation nära Fort Peck Reservoir i Montana